# Frontières de la Lettonie

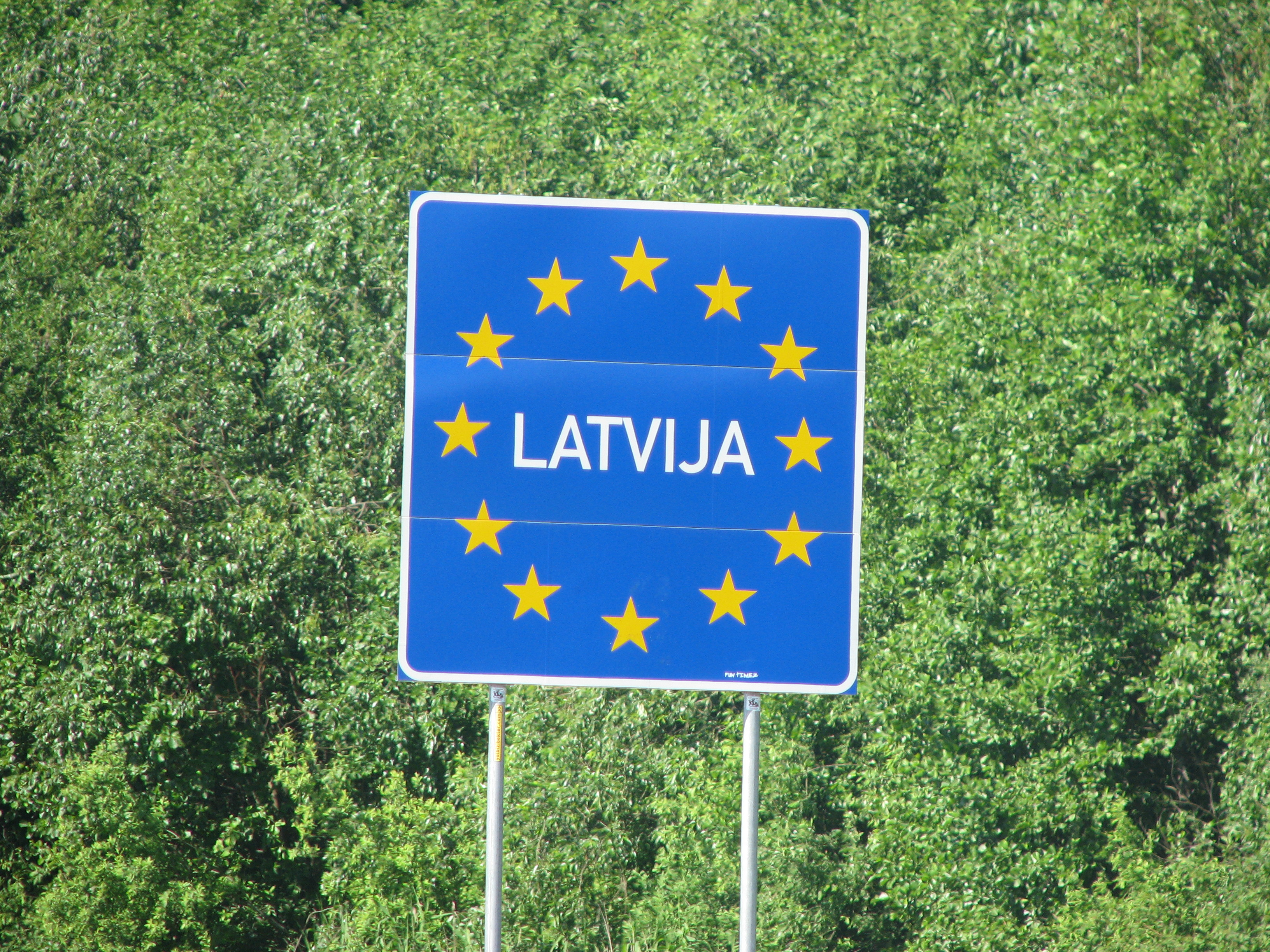
Panneau indiquant la passage de la frontière entre l'Estonie et la Lettonie.

La Lettonie a  des frontières terrestres avec :
- la Russie : voir Frontière entre la Lettonie et la Russie ;
- l'Estonie (339 km[1],[2]) : voir Frontière entre l'Estonie et la Lettonie ;
- la Biélorussie : voir Frontière entre la Biélorussie et la Lettonie
- la Lituanie (453 km[3]) : Frontière entre la Lettonie et la Lituanie

## Frontières maritimes
- la Suède : voir Frontière entre la Lettonie et la Suède ;